# マレック・シュパキエヴィッチ
ポーランド生まれロサンゼルス在住のチェロ奏者マレック・シュパキエヴィッチ(ポーランド語: Marek Szpakiewicz)は、ヨーヨー・マから「エネルギー、モチベーション、真摯さ、そして寛容な心を持っていることが自明なアーティスト」と評され、ピューリッツァー賞を受賞した作曲家ジョン・コリリアーノから「シュパキエヴィッチ氏が演奏した私の作品『バッハのアリアによるファンシー（Fancy on a Bach Air）』は、素晴らしく華麗である」と、高い評価を得ている。
ポーランドのルブリン市にて6歳からチェロを始める。渡米し、ジョンズ・ホプキンズ大学ピーボディー音楽院でスティーヴン・ケイツに師事。その後、南カリフォルニア大学ソロートン音楽学校でエレノア・ショーンフェルドに学び、音楽修士号と音楽芸術博士号を取得。ダニール・シャフラン、リン・ハレルら著名なチェリストのレッスンを受講する。
数々の国際コンクールで優勝、入賞し、ヨーロッパ各国とアメリカでソリストとして活躍。「天賦の才能ある演奏家」、「壮大なビジョンと計り知れない説得力を持つ」、「際限のない技術性」などと賞賛された。ポーランドとアメリカのラジオ局では生演奏が放送される他、非営利クラシック音楽放送局として全米一の規模を誇るKUSC局では、1時間の特別番組が制作された。イギリスの弦楽器雑誌『Strad』では、『ブロッホ：ヘブライ狂詩曲「シェロモ」』のライブレコーディングに対して、「スコアを著しく正確に実現化したもの」と好評を受けた。
これまでアン・アキコ・マイヤース、スミ・ジョー、リン・ハレルなどの名高い音楽家と共演している。また、グラミー賞を多数受賞したジャズ歌手のボビー・マクファーリンの歌と『ヴィヴァルディ：2つのチェロのための協奏曲』で共演し、マクファーリンには「彼の演奏技術は超絶そのもの、彼の音楽に対する真剣さ、誠実さとカリスマ的な性格によって生まれた素晴らしいパフォーマンスは、世界の人々に心の豊さを味わう機会を与えた。」と絶賛された。
2015年に初来日のリサイタルが開催され、「1つ1つの音を精魂込めて追求しながら丹念に情景を描いていく独自の解釈は、芸術的高みへと収斂」、「生命体としての音楽を自らのメッセージと共に纏め上げていく濃密な表徴は印象的」、「技術と感性と知性が均衡した演奏」、「自身の中に深い音楽世界を内包している稀有な音楽家」と評価された。当公演のライブ録音はDSD（ダイレクト・ストリーム・デジタル）で国内ではe-onkyo、国外ではNativeDSDにより販売されている。続く2016年東京公演のライブ録音はPrimeSeatによりオンデマンド配信がなされた。
そのほか、オーケストラ編曲の分野でも活躍し、映画音楽作曲家ヤン・A・P カチュマレクの作品に携わる。共同で手掛けた映画音楽『ネバーランド』は2005年第77回アカデミー作曲賞を受賞。彼の映画音楽では、リチャード・ギア主演『HACHI－約束の犬』（2009年夏公開）や松井久子監督の『レオニー』（2010年秋公開）などで、印象的なソロを聴かせた。
2008年アメリカ政府から「特殊で卓越能力をもつアーティスト」として永住権を授与された。アメリカ国内はもとより国際的称賛が継続し、これまでの業績が認められたためである。
2011年には東日本大震災チャリティーコンサートを企画し、在ロサンゼルス日本国領事館の後援を受けて開催。ロサンゼルス郡参事のゼブ・ヤロスラヴスキーとマイケル・アントノヴィッチより、その献身的活動に対して表彰を受けた。
エル・システマジャパンの運営する福島県の相馬子どもオーケストラをコンサートや文化交流を通じて、2012年の創設時から支援している。    
現在、カリフォルニアのアズサ・パシフィック大学音楽学部で教鞭をとり、 弦楽器部と室内楽のディレクターを務める。
使用楽器は1870年製ヴィオーム。